# Basutodon
Basutodon is een geslacht van uitgestorven archosauriërs uit de lagere Elliot-formatie uit het Laat-Trias (Laat-Carnien tot Vroeg-Norien  van Lesotho. Het is gebaseerd op tanden die ooit werden verward met overblijfselen van prosauropoden, zoals bij Teratosaurus. Hierdoor wordt het in oudere dinosauriërboeken soms vermeld als een vroege theropode of als een synoniem van Euskelosaurus. Het was echter waarschijnlijk geen van deze dingen, en het is veel waarschijnlijker dat het een twijfelachtige niet-dinosauriër is.
De typesoort Basutodon ferox werd in 1932 benoemd door Friedrich von Huene. De geslachtsnaam combineert een verwijzing naar Basutoland met het Grieks odoon, 'tand'. De soortaanduiding betekent 'woest'.
Het holotype is NMB R 610, een losse tand.